# Giacomo Ferrari (calciatore)
Giacomo Ferrari (Calcinate, 6 dicembre 1967) è un allenatore di calcio ed ex calciatore italiano, di ruolo attaccante, tecnico in seconda dell'Audace Cerignola.

## Carriera

### Giocatore
Esordisce in Seconda Categoria nel 1984 con la maglia dell'U.S. Mornico C.S.I., prima di passare al Leffe dove disputa il suo primo campionato professionistico in Serie C2. Dopo questo exploit seguono sei nuove stagioni in Interregionale, altre tre col Leffe, una col Darfo Boario e due col Lumezzane dove riesce a riconquistare la Serie C2 nel 1993.
Dopo un nuovo anno tra i professionisti, nuova discesa tra i dilettanti con la maglia dell'Alzano Virescit con la quale è protagonista, financo a diventarne capitano, della parabola che porta la compagine lombarda fino alla serie cadetta nel 1999.
Dopo un inizio di stagione in Serie C1 a causa della retrocessione maturata nella stagione precedente, nel dicembre 2000 passa al Modena senza cambiare serie. Da qui è una nuova scalata, questa volta con gli emiliani, che porta Ferrari a raggiungere la Serie A nella stagione 2002-2003, durante la quale riesce a esordirvi all'età di 35 anni disputando 3 partite; in tre anni con la maglia gialloblù raccoglie 27 presenze e 5 reti.
Al termine della stagione passa all'AlbinoLeffe, poi al Monza ed infine dalla stagione 2005/06 alla stagione 2008/09 tra serie Serie D ed Eccellenza con la maglia del Caravaggio. La stagione 2009/2010 risulta essere l'ultima della carriera da calciatore di Ferrari, trascorsa difendendo i colori del G.S.O Calvenzano in Promozione, dove ha segnato 10 gol.
Ha inoltre vestito la maglia della Padania, partecipando a due edizioni della Coppa del mondo VIVA, torneo organizzato dalla NF-Board, federazione che raggruppa molte selezioni non affiliate alla FIFA, raccogliendo due vittorie nel 2008 e nel 2009, quando ormai l'attività di club era già sospesa.

### Allenatore
Una volta chiusa l'attività agonistica ha intrapreso la professione di allenatore, prettamente con l'incarico di vice per gli staff di Monza nella stagione 2015-2016, Pro Sesto nel 2016-2017, Lecco per quanto riguarda il 2017-2018, Monopoli e successivamente dal febbraio del 2021 Potenza. Dal 21 ottobre 2022 viene nominato vice allenatore del Monopoli al fianco di Giuseppe Pancaro. Il 20 marzo 2023 assume la carica di primo allenatore della squadra biancoverde,in seguito all'esonero di Giuseppe Pancaro. La sua squadra si piazza al settimo posto in campionato venendo eliminata al secondo turno dei play-off per mano dell’Audace Cerignola.

### Statistiche da allenatore
Statistiche aggiornate al 19 marzo 2023. 
| Stagione        | Squadra         | Campionato      | Campionato | Campionato | Campionato | Campionato | Coppe nazionali | Coppe nazionali | Coppe nazionali | Coppe nazionali | Coppe nazionali | Coppe continentali | Coppe continentali | Coppe continentali | Coppe continentali | Coppe continentali | Altre coppe | Altre coppe | Altre coppe | Altre coppe | Altre coppe | Totale | Totale | Totale | Totale | % Vittorie | Piazzamento |
| Stagione        | Squadra         | Comp            | G          | V          | N          | P          | Comp            | G               | V               | N               | P               | Comp               | G                  | V                  | N                  | P                  | Comp        | G           | V           | N           | P           | G      | V      | N      | P      | %          | Piazzamento |
| --------------- | --------------- | --------------- | ---------- | ---------- | ---------- | ---------- | --------------- | --------------- | --------------- | --------------- | --------------- | ------------------ | ------------------ | ------------------ | ------------------ | ------------------ | ----------- | ----------- | ----------- | ----------- | ----------- | ------ | ------ | ------ | ------ | ---------- | ----------- |
| mar.-giu. 2023  | Monopoli        | C               | 5+2        | 3+1        | 0          | 2+1        | CI-C            | -               | -               | -               | -               | -                  | -                  | -                  | -                  | -                  | -           | -           | -           | -           | -           | 7      | 4      | 0      | 3      | 57,14      | Sub., 7º    |
| Totale carriera | Totale carriera | Totale carriera | 7          | 4          | 0          | 3          |                 | 0               | 0               | 0               | 0               |                    | -                  | -                  | -                  | -                  |             | -           | -           | -           | -           | 7      | 4      | 0      | 3      | 57,14      |             |

## Palmarès

### Giocatore

#### Club
- Campionato italiano Serie C1: 2

Alzano Virescit: 1998-1999 (girone A)
Modena: 2000-2001 (girone A)
- Supercoppa di Lega di Serie C: 1

Modena: 2001
- Coppa Italia Serie C: 1

Alzano Virescit: 1997-1998
- Campionato Interregionale: 1

Leffe: 1989-1990 (girone C)
- Campionato Nazionale Dilettanti: 1

Alzano Virescit: 1994-1995 (girone A)

#### Individuale
- Capocannoniere della Serie C1: 1

1998-1999 (16 gol)